# Botykapeterd
Botykapeterd (kroatisch Botka) ist eine ungarische Gemeinde im Kreis Szigetvár im Komitat Baranya.

## Geschichte
Botykapeterd entstand 1931 durch die Zusammenlegung der Orte Botyka und Kispeterd. Im Jahr 1907 gab es in Botyka 107 Häuser und 541 Einwohner auf einer Fläche von 1701 Katastraljochen, in Kispeterd 65 Häuser und 344 Einwohner auf einer Fläche von 1667 Katastraljochen. Beide Kleingemeinden gehörten zur damaligen Zeit zum Bezirk  Szentlőrinc.

## Sehenswürdigkeiten
- Reformierte Kirche, erbaut 1822 (Spätbarock)

## Verkehr
Botykapeterd liegt an der Hauptstraße Nr. 6 zwischen Szigetvár und Szentlőrinc. Es bestehen Busverbindungen nach Szigetvár sowie über Nagypeterd, Kacsóta und Szentlőrinc nach Pécs. Der nächstgelegene Bahnhof befindet sich ungefähr vier Kilometer westlich in Szigetvár.